# Typhoon No.15 ～B'z LIVE-GYM The Final Pleasure "IT'S SHOWTIME!!" in 渚園～
《Typhoon No.15 〜B'z LIVE-GYM The Final Pleasure "IT'S SHOWTIME!!" in 渚園〜》是日本樂團B'z於2004年2月25日發售的第8個映像化的LIVE作品（VHS是第8張，DVD則是第6張）。也是B'z最後發售VHS版本的映像作品。

## 簡介
完全收錄在B'z出道15週年紀念日，也即是2003年9月20、21日在渚園舉行的「LIVE-GYM The Final Pleasure IT'S SHOWTIME!!」演唱會。以「Pleasure」為主題的演唱會與一般的演唱原創專輯歌曲的巡迴演唱會不同，是演唱以往的大熱金曲的巡迴演唱會。而這場則是「Pleasure Tour」的最後一場（詳細請參看LIVE-GYM）。「出道日的LIVE」、「10年來首次渚園公演」、「最後一次Pleasure Live」等標題，與15週年當日碰巧到來的「15號颱風」引起的滂沱大雨交疊，形成特別的紀念意義。
本場LIVE的曲目加入了FANS CLUB限定人氣投票結果選出的大熱歌曲，在LIVE中也不時再現過去演出的映像和服飾。

## 紀錄
- 2004年度Oricon年間DVD排行榜第2位

## 演奏

### 團員
- 松本孝弘：吉他・音樂製作
- 稻葉浩志：主唱

### 支援樂手
- 增田隆宣：鍵盤手
- ：鼓手
- 德永曉人：貝斯手

## 收錄會場
- 静岡縣辯天島海濱公園渚園（2003年9月20、21日）

## 摄制
本次LIVE是B'z已发行DVD的LIVE中首次使用16:9比例摄制（包括现场大屏幕。上一次的B'z LIVE-GYM 2002则是4:3摄制后期裁剪成16:9），但由于仍然使用模拟信号制作且为标准清晰度，DVD以4:3 Letterbox方式制作。
本次LIVE在舞台左端和右端各布置一架电动云台的摇臂，舞台前方一组延伸到两端的滑轨上布置两架人工控制的摄像机，舞台前方正中稍短的滑轨上布置一架升降座式摄像机。此外按照惯例在离舞台一段距离的观众后方平行舞台的滑轨上布置一架短摇臂摄像机。
此外，本次LIVE亦使用了一架飞猫摄像机进行拍摄。

## 收錄內容

### DISC 1
1. 狂亂
收錄於同年發售的專輯《BIG MACHINE》。另外，Opening播放的是歷代LIVE的Opening SE連在一起的BGM，倒數部分也跟上次在渚園演出時一樣。
2. Pleasure 2003 〜人生的快樂〜（Pleasure 2003 〜人生の快楽〜）
91年發售的單曲《LADY NAVIGATION》的2nd beat。歌曲標題的年份及部分歌詞有變更。FANS投票第27名。
3. BLOWIN'
92年發售的單曲，也是「Pleasure」的代名曲。演唱時舞台同步播放過去演唱會的「BLOWIN'」的映像。FANS投票第1名。
4. OH! GIRL
收錄於89年發售的專輯《OFF THE LOCK》，也是初期的人氣歌曲。一開始加插了稻葉的口琴演奏和MC，還有例行的「（歡迎來到B'z的LIVE-GYM！！）」。FANS投票第11名。
5. Wonderful Opportunity
收錄於91年發售的專輯《IN THE LIFE》。1993年的「RUN Tour」的同曲映像和稻葉在台上的舞蹈同步。FANS投票第9名。
6. 野性的ENERGY（野性のENERGY）
當時最新發售的單曲。PV的映像在台上同步播放。
7. TIME
單曲《BLOWIN'》的2nd beat，LIVE-GYM Pleasure'92」的巡迴標題曲。一開始是松本的吉他Solo。FANS投票第24名。
8. 太陽的Komachi Angel（太陽のKomachi Angel）
90年發售的單曲。
9. GIMME YOUR LOVE 〜不屈的LOVE DRIVER〜（GIMME YOUR LOVE 〜不屈のLOVE DRIVER〜）
收錄於90年發售的專輯《RISKY》。台上使用的充氣惡魔公仔曾在「LIVE-GYM'98 SURVIVE」登場。
10. 今夜在賞月的山丘上（今夜月の見える丘に）
2000年發售的單曲，日劇《美麗人生》主題歌。最後的煙花瀑布是「LIVE-GYM 2001 ELEVEN」的再現。
11. Brotherhood
收錄於99年發售的同名專輯，也是99年巡迴演唱會的標題曲。演唱最後是稻葉的長吼。FANS投票第5名。
12. Easy Come, Easy Go!
90年發售的單曲。樂團當時移動到中央舞台去演唱，DVD刪除了在過去的LIVE中移往中央舞台時的映像。
13. 月光
收錄於92年發售的專輯《RUN》。自上次在渚園公映10年來首次披露。FANS投票第2名。
14. 戀心 (KOI-GOKORO)（恋心 (KOI-GOKORO)）
92年發售的單曲《ZERO》的2nd beat。加入成員自我介紹的環節，由於演唱的是Acoustic version，吉他Solo的編曲有變更。FANS投票第14名。

### DISC 2
1. Real Thing Shakes
96年發售的單曲。返回了主舞台演唱。此外當時會場放映了「LIVE-GYM'96 Spirit LOOSE」的OPENING MOVIE，再現了同樣的LIVE。
2. LOVE PHANTOM
95年發售的單曲。再現「LIVE-GYM Pleasure'95 BUZZ!!」的「空中飛人」演出是本場LIVE最大的看點。FANS投票第7名。
3. ZERO
92年發售的單曲，當時的LIVE必唱曲目。稻葉在「心願」的引曲中登場。
4. juice
2000年發售的單曲，也是「LIVE-GYM Pleasure 2000」的巡迴演唱會標題。吉他Solo之後是juice循例的「Call & Response」，結尾是再現上次渚園公演時，松本的吉他爆破表演。
5. ultra soul
2001年發售的單曲，LIVE的必唱曲目。從「LIVE-GYM 2002 GREEN 〜GO★FIGHT★WIN〜」開始，演唱結尾時三連跳。
6. IT'S SHOWTIME!!
同年發售的單曲，也是本場LIVE的標題曲。稻葉從「ZERO」開始到本曲幾乎沒停頓過。
7. BAD COMMUNICATION
收錄於89年發售的同名迷你專輯。結尾是大雨中狂亂的表演，還有再現了「B'z LIVE-GYM Pleasure '93 JAP THE RIPPER」中伴隨著Shane的鼓點的爆破特效。FANS投票第10名。
8. 愛是放縱任性的 我惟獨不願讓你受傷（愛のままにわがままに 僕は君だけを傷つけない）
93年發售的單曲。10年來首次演唱，松本的服裝跟10年前的一樣。FANS投票第21名。
9. 裸足的女神（裸足の女神）
93年發售的單曲。台上的巨大充氣公仔曾在「LIVE-GYM Pleasure 2000 juice」登場。
10. RUN
收錄於92年發售的同名專輯，也是本場LIVE最後一首歌。歌曲結尾時發射了1500發煙花，完場的同時也有煙花爆發的壓軸特效。另外本DVD收錄的9月21日現場裡，製作人員秘密籌備了一個對B'z成員保密的驚喜環節，讓五萬名觀眾按照大屏幕的指示向B'z成員致敬。FANS投票第23名。

最後的Ending是作為退場曲的「眩目Sign（眩しいサイン）」。在會場播放一次之後，又再次播放了一次。

### DISC  3
「The Days of Pleasure」（只有DVD）收錄了從渚園公演的舞台製作開始，伴隨著2003年的活動摘要字幕，沿著通往第一曲目「狂亂」的道路的Document映像。
1. Recording in L.A.
2. "IT'S SHOWTIME!!"
3. LIVE-GYM Rehearsal
4. IT'S SHOWCASE!!
5. Hall Tour 1
6. "野性的ENERGY"
7. Hall Tour 2
8. in NAGISAEN

## 最想於Final Pleasure聽到的歌曲調查
在FANS CLUB限定的「最想在Final Pleasure裡聽的1首歌」為題的調查。但這個只是作為參考，有一部分歌曲是沒有登場的。基本上前十五名的都是作為演唱候補的歌曲。（實際演唱的歌曲用粗體字表示）
- 第1名：BLOWIN'
- 第2名：月光
- 第3名：GUITAR KIDS RHAPSODY
- 第4名：ONE（只在會堂公演裡演唱）
- 第5名：Brotherhood
- 第6名：HOT FASHION-流行過多-（雖作為候補但最終沒有演唱）
- 第7名：LOVE PHANTOM
- 第8名：MOTEL（雖作為候補但最終沒有演唱。但在同年的「BANZAI」「BIG MACHINE」巡迴演唱會中有演唱）
- 第9名：Wonderful Opportunity
- 第10名：BAD COMMUNICATION
- 第11名：OH! GIRL
- 第12名：farewell song
- 第13名：NATIVE DANCE（雖作為候補但最終沒有演唱）
- 第14名：戀心(KOI-GOKORO)
- 第15名：Don't Leave Me（同年的「BANZAI」巡迴演唱會中有演唱）
- 第16名：不會消失的彩虹
- 第17名：BE THERE（只在會堂公演裡演唱）
- 第18名：YOU&I
- 第19名：夢見山丘
- 第20名：在繁星降落之夜騷動吧（雖作為候補但最終沒有演唱）
- 第21名：愛是放縱任性的 我惟獨不願讓你受傷
- 第22名：快樂
- 第23名：RUN
- 第24名：TIME
- 第25名：不要讓我說再見
- 第26名：『快樂的房間』（『快楽の部屋』）
- 第27名：Pleasure 2003〜人生的快樂〜
- 第28名：Crazy Rendezvous
- 第29名：STARDUST TRAIN
- 第30名：想再吻一次

另外在會堂公演裡也有演唱「孤獨的Runaway」「LADY NAVIGATION」「Liar! Liar!」「彷徨的青色子彈」「LOVE IS DEAD」「F・E・A・R」「DEEP KISS」（由稻葉提議的「專輯1首歌特輯」所企劃）等曲目。

## 外部連結
- B'z Official Web Site（页面存档备份，存于）
- B'z LIVE-GYM.COM（页面存档备份，存于）